# مناطق تاریخی گیونگ‌جو
مناطق تاریخی گیونگ‌جو در کره جنوبی در سال ۲۰۰۰ توسط یونسکو به عنوان میراث جهانی ثبت شدند. این مناطق محافظت‌شده شامل ویرانه‌های معابد و کاخ‌ها، پاگوداها و مجسمه‌های بیرونی و دیگر آثار فرهنگی به جا مانده از پادشاهی شیلا هستند. این منطقه‌های تاریخی گاهی به‌عنوان یکی از بزرگ‌ترین موزه‌های روباز جهان شناخته می‌شوند.